# Louis Campau
Louis Campau (11 de agosto de 1791–13 de abril de 1871), también conocido como Louis Campeau, fue una figura destacada en los primeros asentamientos de Saginaw y Grand Rapids, dos ciudades clave de Michigan donde estableció puestos comerciales. Campau también participó en negociaciones entre los nativos americanos y el gobierno federal, incluyendo el Tratado de Detroit de 1855, firmado por el jefe local Cobmoosa.

## Primeros años y vida personal

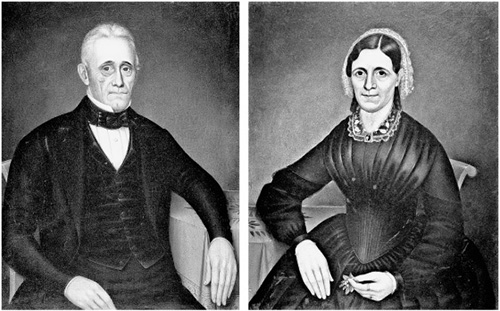
Charles H. Moore, Retratos de Louis Campau (1791-1871) y Sophie de Marsac Campau (1807-1869), 1852. La pintura se encuentra en la Historia de Grand Rapids y Colecciones Especiales de la Biblioteca Pública de Grand Rapids.

Nacido en 1791 en Detroit, entonces parte de la provincia de Quebec, Campau pertenecía a una prominente familia de ascendencia francesa, la familia Campau. Desde niño, trabajó en el comercio de pieles con su padre, Louis Campau Sr., y su tío, Joseph Campau. Durante la Guerra de 1812, sirvió en el Ejército de los Estados Unidos.
Campau se casó con Sophie Marsac, también originaria de Detroit e hija de René Marsac, una familia destacada de Nueva Francia. En su honor, se creó el capítulo Sophie de Marsac Campau de las Hijas de la Revolución Americana en Grand Rapids, recordándola como "una mujer de gracia y carácter excepcionales".

## Saginaw

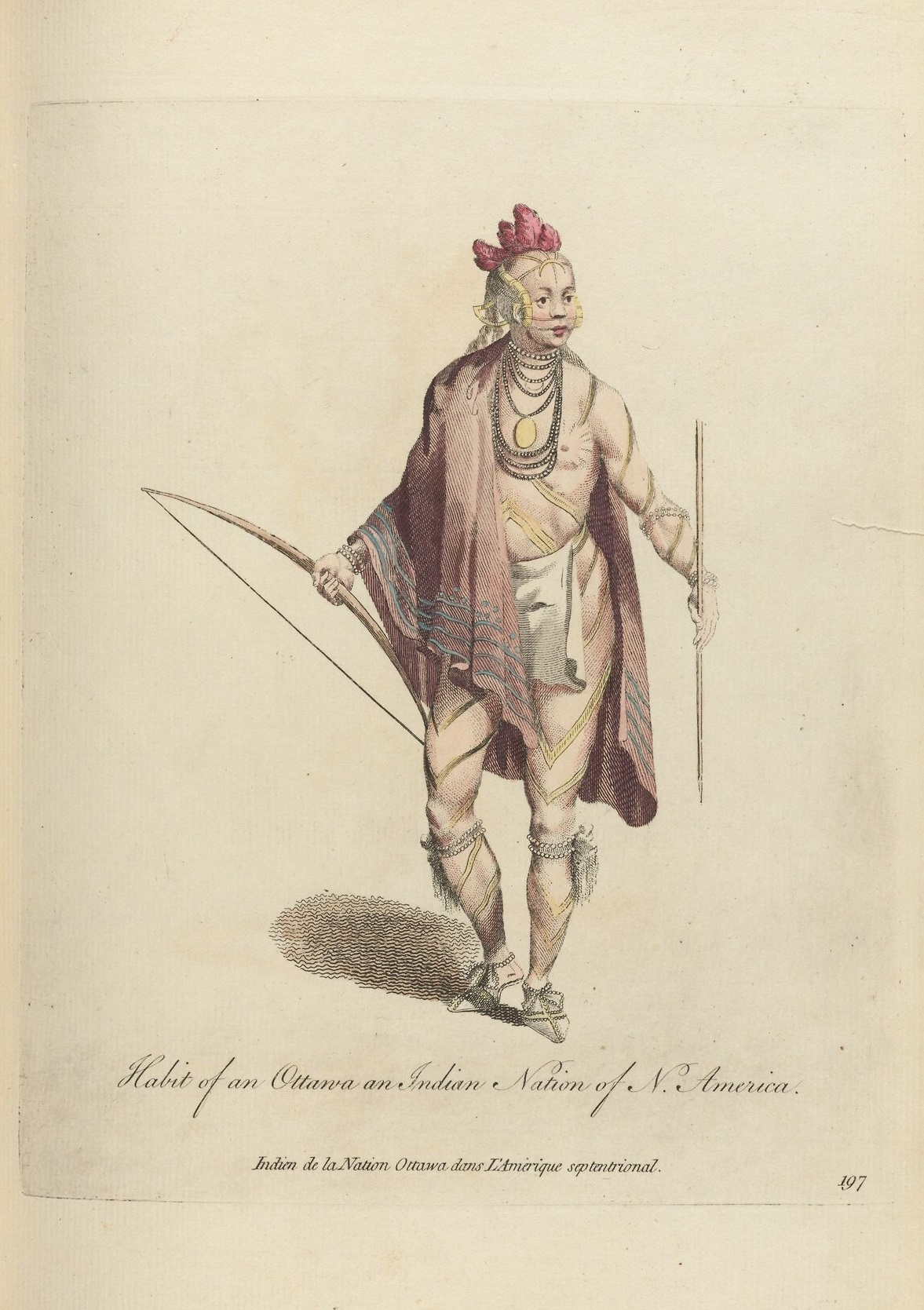
Un grabado de 1772 de un hombre de una tribu Odawa (Ottawa).

Campau estableció en 1815 el primer puesto comercial en Saginaw, Michigan, y jugó un papel clave en la negociación del Tratado de Saginaw en 1819, donde las tribus ojibwe, odawa y potawatomi cedieron más de seis millones de acres (24.000 km 2 ) de tierra en la Península Inferior de Michigan al gobierno estadounidense.

## Grand Rapids

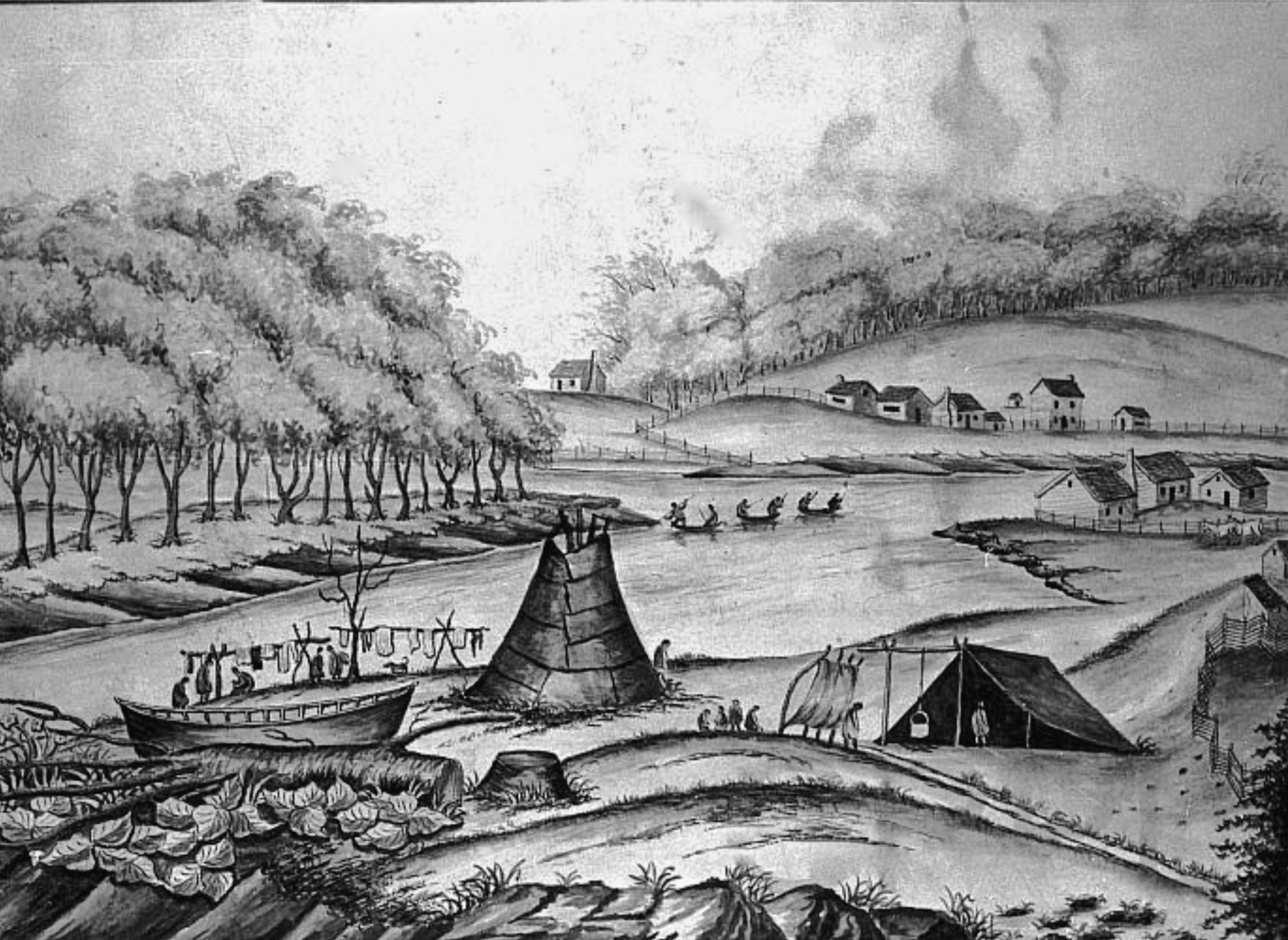
Un boceto de Grand Rapids en 1831. El conjunto de casas al otro lado del río en su lado oeste es la misión bautista. Los tres edificios en el medio a la derecha son el puesto comercial de Louis Campau.

Poco después, Isaac McCoy, un ministro bautista, estableció una estación misionera en el área que más tarde se convertiría en Grand Rapids. Campau llegó a esta región por recomendación de William Brewster, un comerciante de pieles de la American Fur Company y su competidor. Con el tiempo, Campau se consolidó como el fundador oficial de Grand Rapids.
En 1826, Campau construyó una cabaña, un puesto comercial y una herrería en la orilla este del río Grand, cerca de los rápidos que dan nombre a Grand Rapids. Regresó a Detroit al año siguiente y volvió con su esposa y $5,000 en bienes comerciales para intercambiar por pieles con los odawa y los ojibwa.

Un mapa de 1833 de Grand Rapids, que representa los dos pueblos creados por Louis Campau y Lucius Lyon que lindaban con Pearl Street. Lyon siguió el sistema de cuadrícula inglés y el plano de Campau siguió los senderos de los nativos americanos.

En 1831, tras un estudio federal del Territorio del Noroeste, Campau compró 72 acres de tierra alrededor de su puesto comercial por $90. Allí vivía con su familia, y más tarde fue seguido por varios hermanos y sobrinos. Campau diseñó las calles del área basándose en senderos nativos, lo que generó conflictos con Lucius Lyon, un agrimensor gubernamental que trazó un pueblo vecino con un formato de cuadrícula inglesa. Esta discrepancia causó complicaciones en el tránsito entre ambas áreas.
Campau, descrito como una persona de mal carácter, tuvo desacuerdos con Lucius Lyon sobre el nombre de la ciudad durante el trazado del plano. Lyon proponía llamarla "pueblo de Kent" en lugar de Grand Rapids. Él y un grupo de especuladores de tierras de Nueva York habían formado la Compañía Kent, nombrada en honor al juez James Kent de Nueva York, con interés en desarrollar tierras a lo largo del río Grand.
A pesar de sus diferencias, Campau logró consolidar los dos asentamientos bajo el nombre de Grand Rapids, que se incorporó como aldea en 1838 y como ciudad en 1850.

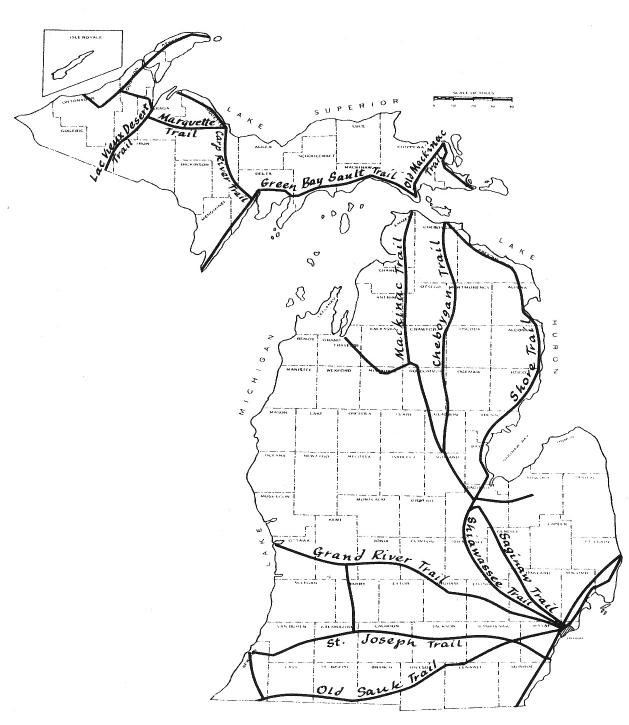
Mapa de los senderos indígenas anteriores a la creación del estado. El Sauk Trail también se conoce como Chicago Road

En octubre de 1883, Louis Campau se convirtió en el primer colono del condado de Kent, Michigan, en adquirir tierras a través de la oficina de tierras de White Pigeon, ubicada en Chicago Road (anteriormente conocida como Sauk Trail), la ruta que conectaba Chicago y Detroit.

## Tratados indios
Tanto Luis como su hermano Antonio participaron en negociaciones de tratados que les reportaron mucho dinero.  Luis participó en el Tratado de Denver en 1855 y recibió un pago considerable por las negociaciones.  El Tratado de Detroit con el gobierno federal significó que uno de los firmantes, Cobmoosa, se trasladaría con su tribu desde el área de Grand Rapids al condado de Oceana, Michigan .   El tratado fue firmado por otros 54 líderes de las tribus Odawa y Chippewa en Detroit.  A cambio de sus tierras ancestrales, se dividieron aproximadamente 540.000 dólares en efectivo y bienes entre todas las tribus representadas.    [a] Gran parte de ese dinero fue a parar a manos de "amigos blancos", como Campau: 500 dólares fueron para los jefes y 100 para los caciques.  El pago se efectuaría en un plazo de diez años. 
Louis y su hermano Antoine participaron en varias negociaciones de tratados, obteniendo ingresos significativos. En el Tratado de Detroit de 1855, liderado por Cobmoosa y otros 54 jefes tribales, las tribus odawa y chippewa cedieron tierras ancestrales a cambio de $540,000 en efectivo y bienes. Gran parte de estos fondos benefició a intermediarios blancos como Campau. El tratado resultó en la reubicación de Cobmoosa y su tribu al condado de Oceana, Michigan.

## Lectura adicional
- Daughters of the American Revolution of Michigan. Sophie de Marsac Campau chapter, Grand Rapids (1913). Sophie de Marsac Campau Chapter, Daughters of the American Revolution, Grand Rapids, Michigan [year Book] 1912-1913.
- Christopher Mabie (2009). Uncle Louis: The Biography Of Louis Campau, Founder Of Saginaw And Grand Rapids (second edición). Van Naerden Publishing.